# 卢彦威
卢彦威（9世纪—10世纪），晚唐军阀，光启元年（885年）—乾宁五年（898年）控制义昌军，其间绝大部分时候是以其节度使的身份。

## 背景及夺取义昌
卢彦威家世不详，官修史书《旧唐书》《新唐书》均无他的传。《资治通鉴》在光启元年七月首次提及他：当时，义昌军部沧州兵变，节度使杨全玫被逐，逃往邻镇卢龙。士兵推时任牙将的兵变头领卢彦威为留后。在位的唐僖宗并未任卢彦威为节度使，而是任保銮都将曹诚为节度使，而任卢彦威为义昌下辖三州之一德州的刺史。
但卢彦威拒绝让曹诚来义昌赴任，仍要求获任节度使；朝廷则一直回绝。大顺元年（890年）六月，僖宗弟唐昭宗在位时，兴兵讨伐大军阀河东节度使李克用，卢彦威邻镇成德节度使王镕和魏博节度使罗弘信再度上表朝廷请求任卢彦威为节度使。朝廷铁心要讨伐李克用，于是任时为权知沧州兵马留后的卢彦威为检校尚书右仆射，兼沧州刺史、御史大夫，充义昌军节度、沧德观察处置等使。

## 任节度使
乾宁元年（894年）十二月，李克用攻占卢龙。卢龙节度使李匡筹奔义昌，想逃奔京师长安。卢彦威不但不保护李匡筹，还嫉妒李匡筹从卢龙带来的巨额辎重，攻杀李匡筹于景城，夺取了他的辎重、部众、僮仆、姬妾。
数年后，卢彦威残虐，不礼邻镇。五年（898年）三月，他和李克用扶植的卢龙节度使刘仁恭争夺盐利。刘仁恭仗着先前刚打败李克用，有吞并河朔之心，遣子刘守文攻沧州。卢彦威抵挡不住，率家眷弃城奔魏博，刘守文遂据沧州、景州、德州，自称留后。罗弘信不接纳卢彦威，卢彦威逃到更远的宣武军军部汴州。
天祐二年（905年），卢彦威在左金吾上将军任上被改任为左威卫上将军。后事不详。
镇守沧州期间，卢彦威曾署李愚为安陵簿。但李愚因丁母忧去职。

## 轶闻
后晋开运二年（945年）正月，都城汴州封丘门外壕水东北隅水上有图案，是大树花叶发散香气的样子，相连数十株，仿佛图画，全汴州的人都去看。有认得图案的人说：“唐朝景福年间，卢彦威治下的浮阳壕水也有这样的图文，当时就有高深的尼姑辞别郡人说：‘此地当有兵难。’到了光化年间，其郡果然为燕帅刘仁恭所陷。”四年（947年），契丹灭晋。